# Luis Ángel César Sampedro
Luis Ángel César Sampedro   (Vilagarcía de Arousa, 3 de maig de 1966) és un exfutbolista gallec, posteriorment entrenador de futbol.

## Carrera esportiva

### Com a jugador
Jugà de porter al Racing de Ferrol durant més d'una dècada. L'any 2000 pujà a segona divisió i es retirà, però només canviant la porteria per la banqueta, ja que es convertí en l'entrenador de l'equip.

### Com a entrenador
Va entrenar el Racing de Ferrol durant 4 temporades del 2000 al 2004. La primera temporada quedaren en setzena posició, la següent en una meritoria novena posició i en la tercera foren vintens i no pogueren evitar el descens a segona divisió B. Tot i això, en la següent temporada quedaren segons del seu grup, el que els donà dreta juga la lligueta d'ascens, quedant primers i, per tant, ascendint altra vegada a la categoria de plata del futbol espanyol.
Al final d'aquella temporada deixà l'equip i fitxà pel Gimnàstic de Tarragona, equip que també havia pujat a segona divisió aquell mateix any. En la seva primera temporada al Nàstic va aconseguir portar-lo fins a la 7a plaça de la classificació. Però l'èxit arribaria la temporada 2005/06, quan el Nàstic va aconseguir pujar a Primera divisió.
El 26 de novembre de 2006 després de perdre per 2 a 3 contra el RCD Mallorca, i només haver aconseguit 5 punts durant 12 jornades, fou destituït per la directiva del Gimnàstic de Tarragona.
Va dirigir durant la primera part de la campanya 2007/2008 el Polideportivo Ejido (Segona Divisió) i va ser substituït en el càrrec per Fernando Castro Santos.
El 6 de març de 2010, després de la destitució de César Ferrando, retorna al Club Gimnàstic de Tarragona durant mig any, pel que quedava de la temporada 2009-10. Va assolir salvar la categoria i continuà en el càrrec. De tota manera, el 6 de desembre del mateix any fou destituït a causa dels mals resultats de l'equip després de caure derrotat 1-2 contra el Vila-real B i deixar l'equip darrer classificat.
CD Alcoià
El 21 de març de 2012, l'entrenador gallec va ser contractat pel Club Esportiu Alcoià per substituir David Porras, després de la derrota dels valencians davant el Deportivo de la Corunya, i quedar en llocs de descens. César va començar així una nova aventura a les banquetes amb l'objectiu de mantenir els d'Alcoi una temporada més a la categoria d'argent del futbol espanyol, cosa que finalment no va assolir.
Albacete Balompié
El 19 de març de 2013, es va comprometre amb l'Albacete Balompié fins a final de temporada amb la tasca de dur l'equip manxec de tornada a la Lliga Adelante, i tot i que durant aquesta temporada no es va aconseguir l'ascens, va ser renovat pel club.
A l'any següent, en la temporada 2013-14, el tècnic va obtenir l'ascens amb l Albacete Balompié a Segona Divisió després de fer 82 punts, igualant el rècord de la categoria, i superar el Sestao River en els "play-off".
La temporada 2014-15, va aconseguir la permanència a la categoria de plata després d'una gran remuntada de l'equip amb la qual va aconseguir sortir de l'últim lloc que ocupava a la fi de la primera volta. Finalment, va ser destituït en la següent temporada, el 12 de març de 2016, minuts després de perdre contra el Reial Saragossa, deixant el conjunt manxec en 20è lloc després de 29 jornades de la segona divisió 2015-16.
CD Lugo
El 17 de juny de 2016, va ser presentat com a nou tècnic del Club Deportivo Lugo. Va dur l'equip gallec a completar la seva millor temporada a la categoria de plata, finalitzant 9è amb 55 punts. No obstant això, el 15 de juny de 2017, va decidir no acceptar l'oferta de renovació de club.
Real Valladolid
El 23 de juny de 2017, va esdevenir nou entrenador del Reial Valladolid. Fou cessat el 14 d'abril de 2018, amb l'equip castellà 11è classificat al final de la 34a jornada de la Lliga 2017-18.
Tenerife
El 13 de maig de 2019, s'anuncià el seu fitxatge com a entrenador del Club Deportivo Tenerife. Va dirigir el conjunt tenerifenc en els 4 últims partits de Lliga 2018-19, sumant 7 punts i aconseguint la permanència, malgrat la qual cosa no va seguir en el càrrec.
Deportivo de La Corunya
El 7 d'octubre de 2019, va signar amb el Real Club Deportivo de La Coruña. El 27 de desembre de 2019, després d'haver guanyat un sol partit dels 11 disputats sota la seva direcció en la Lliga 2019-20, el club va fer oficial el seu cessament com a entrenador de l'equip gallec.
Gimnàstic de Tarragona
L'11 de maig de 2025, després de més de quatre anys sense club, Luis César va tornar al Gimnàstic en la seva tercera etapa amb contracte fins al juny de 2026.